# Jens Dantorp
Jens Dartorp (28 april 1989) is een professioneel golfer uit Zweden. Hij is verbonden aan de Kvamby Golf Klupp.

## Professional
Dantorp werd in 2008 professional en speelde op de Nordea Tour en de Alps Tour. Eind 2008 ging hij naar de Tourschool in Fleesensee, haalde Stage 2 maar haalde niet de Finals. In 2009 mocht hij aan de Samanah Masters (de Grand Finals van de Alps Tour) meedoen en eindigde op de 3de plaats achter Daniel Brooks en Julien Fôret. Tussen 2008 en 2012 won Dantorp 8 toernooien op de Nordic League.
Dantorp speelde in 2012 en 2013 op de Challenge Tour met een overwinning in de Rolex Trophy in 2013. Mede als gevolg van deze overwinning kon Dantorp zich kwalificeren voor de Europese PGA Tour in 2014. Na een minder goed seizoen kwam hij sinds 2015 terug uit op de Challenge Tour. In 2017 was Dantorp de beste op de Ras Al Khaimah Golf Challenge waardoor hij vanaf 2018 terug mocht spelen op de Europese PGA Tour. In 2018 en 2019 haalde Dantorp geen noemenswaardige resultaten op de Europese tour zodat hij vanaf 2020 terug uitkwam op de Challenge Tour. In 2022 won Dantorp de Challenge de España op de Challenge Tour. Verder eindigde hij nog 3e op de Kaskáda Golf Challenge en de Empordà Challenge. Op het eind van 2022 verdiende Dantorp zo terug op zijn Tourkaart voor de DP World Tour, de nieuwe naam van de Europese PGA Tour. Op 14 mei 2023 eindigde Dantorp op de tweede plaats op de Soudal Open. Amper enkele dagen later kon Dantorp zich via een kwalificatietoernooi plaatsen voor de U.S. Open van 2023. Dantorp slaagde er echter niet in om de cut te halen.

### Overwinningen
| Jaar | Toernooi                      | Tour                             |
| ---- | ----------------------------- | -------------------------------- |
| 2008 | Gant Open                     | SAS Masters Tour (Nordic League) |
| 2009 | St Ibb Open                   | SAS Masters Tour (Nordic League) |
| 2011 | Sturup Park Masters           | Nordea Tour (Nordic League)      |
| 2011 | Bravo Tour Open               | Nordea Tour (Nordic League)      |
| 2011 | Golf Experten Open            | ECCO Tour (Nordic League)        |
| 2011 | Backtee Race to Himmerland    | ECCO Tour (Nordic League)        |
| 2012 | Elisefarm Open                | Nordea Tour (Nordic League)      |
| 2012 | Backtee Race to Himmerland    | ECCO Tour (Nordic League)        |
| 2012 | Hacienda Riquelme Open        | Hi5 Pro Tour                     |
| 2013 | Rolex Trophy                  | Challenge Tour                   |
| 2017 | Ras Al Khaimah Golf Challenge | Challenge Tour                   |
| 2022 | Challenge de España           | Challenge Tour                   |

### Resultaten op deMajors
| Major                 | 2008 | 2009 | 2010 | 2011 | 2012 | 2013 | 2014 | 2015 | 2016 | 2017 | 2018 | 2019 | 2020 | 2021 | 2022 | 2023 | 2024 |
| --------------------- | ---- | ---- | ---- | ---- | ---- | ---- | ---- | ---- | ---- | ---- | ---- | ---- | ---- | ---- | ---- | ---- | ---- |
| Masters Tournament    |      |      |      |      |      |      |      |      |      |      |      |      |      |      |      |      |      |
| U.S. Open             |      |      |      |      |      |      |      |      |      |      |      |      |      |      |      | CUT  |      |
| The Open Championship |      |      |      |      |      |      |      |      |      |      | CUT  |      |      |      |      |      |      |
| PGA Championship      |      |      |      |      |      |      |      |      |      |      |      |      |      |      |      |      |      |

CUT = miste de cut halverwege